# Bernhard Hubmann
Bernhard Hubmann (* 23. Februar 1961 in Graz) ist ein österreichischer Paläontologe. Er ist außerordentlicher Universitätsprofessor an der Universität Graz.
Hubmann ging in Graz auf das Gymnasium. Er lernte Cello und studierte an der Musikhochschule Graz Musik und Oboe (Diplom 1989, 1. Preis bei Jugend musiziert 1983 für Kammermusik/Oboe). Gleichzeitig studierte er ab 1981 Geologie und Paläontologie in Graz mit der Promotion 1990. Er wurde Universitäts-Assistent am Geologisch-Paläontologischen Institut und habilitierte sich 1996. Seit 1997 ist er in Graz außerordentlicher Universitäts-Professor.
Er befasst sich vor allem mit dem Paläozoikum der Alpen, mit fossilen Korallen und kalkbildenden Grünalgen des Devon in den Alpen. Außerdem befasst er sich mit Geologie-Geschichte.
1994 erhielt er den Otto-Ampferer-Preis und 1993 den Theodor-Körner-Preis. Seit 1999 ist er Korrespondent der 
Geologischen Bundesanstalt.
Seit 1999 ist er Vorstand (Chairman) und 2003 bis 2007 war er Präsident der International Association for the Study of Fossil Cnidaria and Porifera.

## Schriften
- Die großen Geologen. Marix-Verlag, Wiesbaden 2009, ISBN 978-3-86539-949-6.
- mit Harald Fritz: Die Geschichte der Erde. Marix-Verlag, Wiesbaden 2015, ISBN 978-3-7374-0985-8.